# Rożki (województwo mazowieckie)
Rożki – wieś w Polsce położona w województwie mazowieckim, w powiecie radomskim, w gminie Kowala. Ma status sołectwa. Nazwa wsi pochodzi od staropolskiego imienia „Rożek”.
Początki tej wsi sięgają XV w. Pierwszymi właścicielami byli Kossowscy z Kosowa. Według zapisków Jana Długosza w latach 70. XV w. wieś należała do Andrzeja Kossowskiego. Prywatna wieś szlachecka Roszki, położona była w drugiej połowie XVI wieku w powiecie radomskim województwa sandomierskiego. W 1569 r. właścicielem większej części wsi był Mikołaj Roszkowski, a reszty Piotr Skarbek. Nazwę wtedy zapisywano jako Roski. W końcu XVIII w. właścicielem wsi był Jan Rogowski. W 1827 r. naliczono tu zaledwie 9 domów i 32 mieszkańców. W 1875 r. nastąpiło uwłaszczenie, utworzono 19 gospodarstw na 148 morgach ziemi. Pozostałe 507 mórg zajmowała nadal ziemia dworska. W 1888 r. w Rożkach było 14 domów, zamieszkiwanych przez 127 osób. W początkach XX w. wieś należała do Adama Kownackiego. Majątek liczył 217 hektarów. W okresie przed II wojną światową majątek ziemski Rożki należał do Aleksandry Karczewskiej oraz Jerzego Mariana Pikulskiego i Zofii z Karczewskich. Jerzy Marian Karczewski był posłem na sejm. W czasie wojny zaangażował się w Związku Walki Zbrojnej. Aresztowany, zginął w Oświęcimiu w 1941 r, a majątek Rożki został przejęty w zarząd niemiecki. 19 września 1942 roku na stacji kolejowej w Rożkach miała miejsce potyczka między grupą likwidacyjną AK i niemiecką żandarmerią. W odwecie 12 października w okolicach stacji Niemcy publicznie powiesili 15 Polaków, w tym kilku członków rodziny Winczewskich.
W latach 1975–1998 miejscowość położona była w województwie radomskim.
W Rożkach od wielu lat istnieje osobowa (a niegdyś także towarowa) stacja kolejowa. Od października 2016 roku można też do tej miejscowości dojechać autobusami linii 5 organizowanej przez MZDiK Radom.
Wierni Kościoła rzymskokatolickiego należą do parafii św. Wojciecha w Kowali.
| SIMC    | Nazwa  | Rodzaj     |
| ------- | ------ | ---------- |
| 0627220 | Adamów | przysiółek |